# Soixante-quatre villages à l'est du fleuve
1858–1991
Entités précédentes :
- Empire chinois

Entités suivantes :
- Empire russe (1858)
- Union des républiques socialistes soviétiques (1917)

Les Soixante-quatre villages à l'est du fleuve étaient un groupe de villages habités par les Mandchous et les chinois Han situés sur la rive gauche (nord) du fleuve Amour (chinois : 黑龍江 ; pinyin : Hēilóng Jiāng, lit. Rivière du Dragon Noir) en face de Heihe et sur la rive est de la rivière Zeïa en face de Blagovechtchensk. La zone totalisait 3 600 km2.
Parmi les historiens russes, le district occupé par les villages est parfois appelé raïon de Zazeysky (le « district Trans-Zeïa » ou « le district au-delà de la Zeïa »), car il était séparé de la capitale régionale Blagovechtchensk par la rivière Zeïa.

## Histoire
À l'été 1857, l'Empire russe offrit une compensation monétaire au gouvernement chinois de la dynastie Qing s'il expulsait les habitants indigènes de la région ; cependant, cette offre fut rejetée.
L'année suivante, dans le traité d'Aigun de 1858, les Qing cédèrent la rive gauche au nord de l'Amour à la Russie, qui avaient été attribués à la Chine par le traité de Nertchinsk de 1689. Cependant, les sujets Qing résidant au nord de la rivière Amour ont été autorisés à « conserver leur domicile à perpétuité sous l'autorité du gouvernement mandchou ».
La première estimation russe connue (1859) donne à 3 000 le nombre de sujets Qing dans le « district de Trans-Zeïa », sans ventilation par origine ethnique ; la suivante (1870) donne 10 646 sujets, dont 5 400 Chinois Hans, 4 500 Mandchous et 1 000 Daurs. Les estimations publiées entre la fin des années 1870 et le début des années 1890 variaient entre 12 000 et 16 000, atteignant un sommet en 1894, à 16 102 (dont 9 119 Chinois Han, 5 783 Mandchous et 1 200 Daurs). Après cela, les chiffres rapportés ont baissé (7 000 à 7 500 habitants signalés chaque année de 1895 à 1899), mais à cette époque, les villageois de Trans-Zeïa ne constituaient qu'une minorité des Chinois présents dans la région. Par exemple, outre les villageois de Trans-Zeïa, en 1898, les statistiques faisaient état de 12 199 otkhodniki chinois (travailleurs migrants) et 5 400 mineurs chinois  dans l'oblast de l'Amour tel qu'il existait à l'époque, ainsi que 4 008 chinois résidents urbains à Blagovechtchensk et probablement ailleurs.
Pendant la révolte des Boxers en 1900, les forces Qing ont tenté de bloquer le trafic de bateaux russes sur l'Amour près d'Aigun, à partir du 16 juillet, et ont attaqué Blagovechtchensk avec des bandits chinois Honghuzi.
En réponse à ces attaques, le gouverneur militaire de la région de l'Amour, le lieutenant-général Konstantin Nikolaevich Gribskii, a ordonné l'expulsion de tous les sujets Qing restés au nord du fleuve. Cela comprenait les habitants des villages, ainsi que les commerçants et travailleurs chinois qui vivaient à Blagovechtchensk proprement dit, où ils comptaient entre un sixième et la moitié de la population locale de 30 000 habitants,. Ils ont été emmenés par la police locale et conduits dans la rivière pour se noyer. Ceux qui savaient nager ont été abattus par les forces russes. Des milliers de personnes en sont mortes,.
Le massacre a irrité les Chinois et a eu des ramifications pour l'avenir : les Honghuzi chinois ont mené une guérilla contre l'occupation russe et ont aidé les Japonais dans la guerre russo-japonaise contre les Russes pour se venger. Louis Livingston Seaman a mentionné le massacre comme étant la raison de la haine des Honghuzi chinois envers les Russes : « Le Chinois, qu'il soit Hung-hutze ou paysan, dans sa relation avec les Russes dans ce conflit avec le Japon n'a pas oublié le terrible traitement qui lui a été réservé depuis l'occupation moscovite de la Mandchourie. Il se souvient encore du massacre de Blagovestchensk lorsque près de 8 000 hommes, femmes et enfants désarmés ont été conduits à la pointe de la baïonnette dans l'Amour déchaîné, jusqu'à ce que - comme l'un des officiers russes qui ont participé à cette brutale assassiner m'a dit à Chin-Wang-Tao en 1900 - "l'exécution de mes ordres m'a rendu presque malade, car il semblait que j'aurais pu traverser la rivière sur les corps des morts flottants." Pas un Chinois ne s'est échappé, sauf quarante qui étaient employés par un important marchand étranger qui ont racheté leur vie à mille roubles chacun. Ces atrocités, et bien d'autres encore, sont mémorisées et c'est maintenant le moment de se venger. Il était donc facile pour le Japon de mobiliser la sympathie de ces hommes, surtout lorsque le salaire libéral le souligne, comme c'est le cas actuellement. On pense que plus de 10 000 de ces bandits, divisés en sociétés de 200 à 300 chacun et dirigés par des officiers japonais, sont désormais à la solde du Japon. ».

## Litige en cours
La République de Chine, le successeur de l'Empire chinois, n'a jamais reconnu l'occupation russe comme légitime. Dans l'accord frontalier sino-soviétique de 1991, la République populaire de Chine a renoncé à la souveraineté sur les 64 villages. Cependant, la République de Chine maintenant basée à Taïwan n'a jamais renoncé à la souveraineté de la région et ne reconnaît aucun accord frontalier signé par la République populaire de Chine avec d'autres pays en raison des restrictions imposées par l'article 4 de la Constitution de la République de Chine et la section 5 de l'article 4 des articles additionnels de la Constitution de la République de Chine. Par conséquent, la zone apparaît toujours en tant que territoire chinois dans de nombreuses cartes de Chine publiées à Taïwan, même si elle est maintenant administrée comme faisant partie de l'oblast de l'Amour, en Russie.